# Turdus flavipes
Turdus flavipes е вид птица от семейство Turdidae.

## Разпространение
Видът е разпространен в Аржентина, Бразилия, Венецуела, Гвиана, Колумбия, Парагвай, Тринидад и Тобаго и Уругвай.